# Гезер Вілленс
Гезер Вілленс (англ. Heather Willens; нар. 11 жовтня 1971) — колишня американська тенісистка.
Найвищу одиночну позицію світового рейтингу — 379 місце досягла 4 жовтня, 1993 року.
Здобула 1 одиночний титул.

## Фінали ITF

### Парний розряд: 1 (1–0)
| Результат | Дата         | Турнір            | Покриття | Партнерка     | Суперниці                      | Рахунок  |
| --------- | ------------ | ----------------- | -------- | ------------- | ------------------------------ | -------- |
| Перемога  | 6 липня 1992 | Індіанаполіс, США | Ґрунт    | Лакшмі Порурі | Джері Інгрем Ліхіні Веерасурія | 6–1, 6–1 |